# (120639) 1996 KJ3
(120639) 1996 KJ3 là một tiểu hành tinh vành đai chính. Nó được phát hiện qua chương trình tiểu hành tinh Beijing Schmidt CCD ở trạm Xinglong ở tỉnh Hồ Bắc, Trung Quốc ngày 24 tháng 5 năm 1996.